# Eleição municipal de Iguatu (Ceará) em 2016
A eleição municipal da cidade de Iguatu em 2016 ocorreu em 2 de outubro, com o objetivo de eleger um prefeito, um vice-prefeito e 17 membros da Câmara de Vereadores. O prefeito titular na época da eleição era Aderilo Alcântara, do PSD, que, por exercer o cargo em primeiro mandato, encontrava-se apto a concorrer à reeleição. Três candidatos concorreram à prefeitura de Iguatu.
Ednaldo Lavor, candidato do PDT, sagrou-se vencedor do pleito em turno único, obtendo 60,09% dos votos válidos, derrotando Aderilo que concorria a reeleição. Seguindo a Constituição Brasileira, os candidatos são eleitos para um mandato de quatro anos, a se iniciar em 1º de janeiro de 2017.

## Antecedentes
Na eleição municipal de 2012, Aderilo Alcântara, então filiado ao PRB, foi eleito prefeito em turno único. O candidato venceu com 58,86% dos votos válidos. A segunda colocada foi Miriam Sobreira, do PSB, alcançando 39,08%. Em seguida, vem Murilo Braga, pelo PPS, obtendo 2,06% dos votos válidos.

## Campanha
A campanha de Ednaldo Lavor contou com um comício em que o ex-presidente Lula esteve presente, o que atraiu eleitores para o candidato do PDT.

## Resultados

### Prefeito
A decisão para os cargos da administração municipal, segundo o Tribunal Superior Eleitoral, contou com 60.396 eleitores aptos e 3.866 abstenções, de forma que 6,40% do eleitorado não compareceu às urnas naquele sufrágio.
| Candidato(a)               | Vice                  | Coligação | Votos recebidos | Percentual |
| -------------------------- | --------------------- | --- | --------------- | ---------- |
| Ednaldo Lavor (PDT)        | Marcos Sobreira (PDT) | Iguatu Merece Respeito, o Povo em Primeiro Lugar PDT / PT / PRB / PP / PTB / PSL / PPS / DEM / PHS / PMN / PCdoB / PTdoB / PROS | 31.557          | 60,09%     |
| Aderilo Alcântara (PSD)    | Junior Sobreira (SD)  | Pra Iguatu Avançar Mais PSD / PMDB / PR / PMB / PSB / PV / PSDB / Solidariedade                                                 | 20.439          | 38,92%     |
| Vandeilton Sucupira (PRTB) | Murilo Braga (PEN)    | Iguatu Tem Opçao PRTB / PTN / PRP / PEN                                                                                         | 523             | 1,00%      |

### Vereador
Na decisão para o cargo de vereador, foram eleitos 17 membros com um total de 53.995 votos válidos. O TSE contabilizou ainda 1.186 votos em branco e 1.349 votos nulos.
| Nome                              | Partido político                               | Coligação                                                                        | Votos recebidos | Percentual |
| --------------------------------- | ---------------------------------------------- | -------------------------------------------------------------------------------- | --------------- | ---------- |
| Lindovan da Silva Oliveira        | Partido Social Democrático (PSD)               | Avançando com Iguatu PSD / PSB / PR                                              | 2417            | 4.48%      |
| Jose Ronald Gomes Bezerra         | Partido da Social Democracia Brasileira (PSDB) | Avançando Ainda Mais PSDB / SD                                                   | 2222            | 4.12%      |
| Zilfran Ferreira de Araujo        | Partido da Social Democracia Brasileira (PSDB) | Avançando Ainda Mais PSDB / SD                                                   | 1800            | 3.33%      |
| Pedro Antonio de Lavor            | Partido da Social Democracia Brasileira (PSDB) | Avançando Ainda Mais PSDB / SD                                                   | 1763            | 3.27%      |
| Francisco Mario Rodrigues         | Partido Democrático Trabalhista (PDT)          | Juntos Para Continuar Lutando PDT / PCdoB / PSL / DEM / PTdoB / PTB / PROS / PRB | 1577            | 2.92%      |
| Edson Adriano de Araujo           | Solidariedade (SD)                             | Avançando Ainda Mais PSDB / SD                                                   | 1534            | 2.84%      |
| Marconi de Matos Filho            | Partido Republicano da Ordem Social (PROS)     | Juntos Para Continuar Lutando PDT / PCdoB / PSL / DEM / PTdoB / PTB / PROS / PRB | 1516            | 2.81%      |
| Diego Gomes Felipe                | Partido Humanista da Solidariedade (PHS)       | Por um Iguatu de Todos PT / PHS                                                  | 1458            | 2.7%       |
| Jose Marciano Lopes Almeida       | Partido Social Democrático (PSD)               | Avançando com Iguatu PSD / PSB / PR                                              | 1439            | 2.67%      |
| Francisca Eliane Braz de Carvalho | Partido Trabalhista Brasileiro (PTB)           | Juntos Para Continuar Lutando PDT / PCdoB / PSL / DEM / PTdoB / PTB / PROS / PRB | 1324            | 2.45%      |
| Francisco Benigno de Sales Neto   | Movimento Democrático Brasileiro (MDB)         | Pra Iguatu Continuar Avançando PMDB / PV                                         | 1301            | 2.41%      |
| Antonio Bandeira Junior           | Movimento Democrático Brasileiro (MDB)         | Pra Iguatu Continuar Avançando PMDB / PV                                         | 1269            | 2.35%      |
| Rubenildo Cadeira de Oliveira     | Partido Republicano Brasileiro (PRB)           | Juntos Para Continuar Lutando PDT / PCdoB / PSL / DEM / PTdoB / PTB / PROS / PRB | 1228            | 2.27%      |
| Antonio Pereira da Silva          | Partido Socialista Brasileiro (PSB)            | Avançando com Iguatu PSD / PSB / PR                                              | 1138            | 2.11%      |
| Vicente Reinaldo Sobrinho         | Partido Progressista (PP)                      | Para Iguatu Mudar PP / PPS / PMN                                                 | 1097            | 2.03%      |
| Jozias Lucas da Silva             | Partido da Mobilização Nacional (PMN)          | Para Iguatu Mudar PP / PPS / PMN                                                 | 814             | 1.51%      |
| Raimundo Eudisvan da Silva        | Partido Humanista da Solidariedade (PHS)       | Por um Iguatu de Todos PT / PHS                                                  | 672             | 1.24%      |

## Análise
Ao decidir por Ednaldo Lavor como prefeito, a população de Iguatu deixou clara sua rejeição pelo ex-prefeito Aderilo Alcantara. Após a vitória, o prefeito fez a seguinte declaração, registrada pelo portal RRinterativo: “Estou dominado pela emoção. Essa emoção é resultado das urnas, que foi uma lição para os adversários. Essa vitória é do povo de Iguatu! É a vitória da democracia! A vitória daqueles que acreditaram nas nossas propostas. E Iguatu vai ter um novo tempo. O tempo da administração dinâmica, transparente e de oportunidade”.